# Telioneura ateucer
Telioneura ateucer är en fjärilsart som beskrevs av Dyar 1914. Telioneura ateucer ingår i släktet Telioneura och familjen björnspinnare. Inga underarter finns listade i Catalogue of Life.